# Mariä Himmelfahrt und St. Kilian, Kolonat und Totnan (Neusetz)

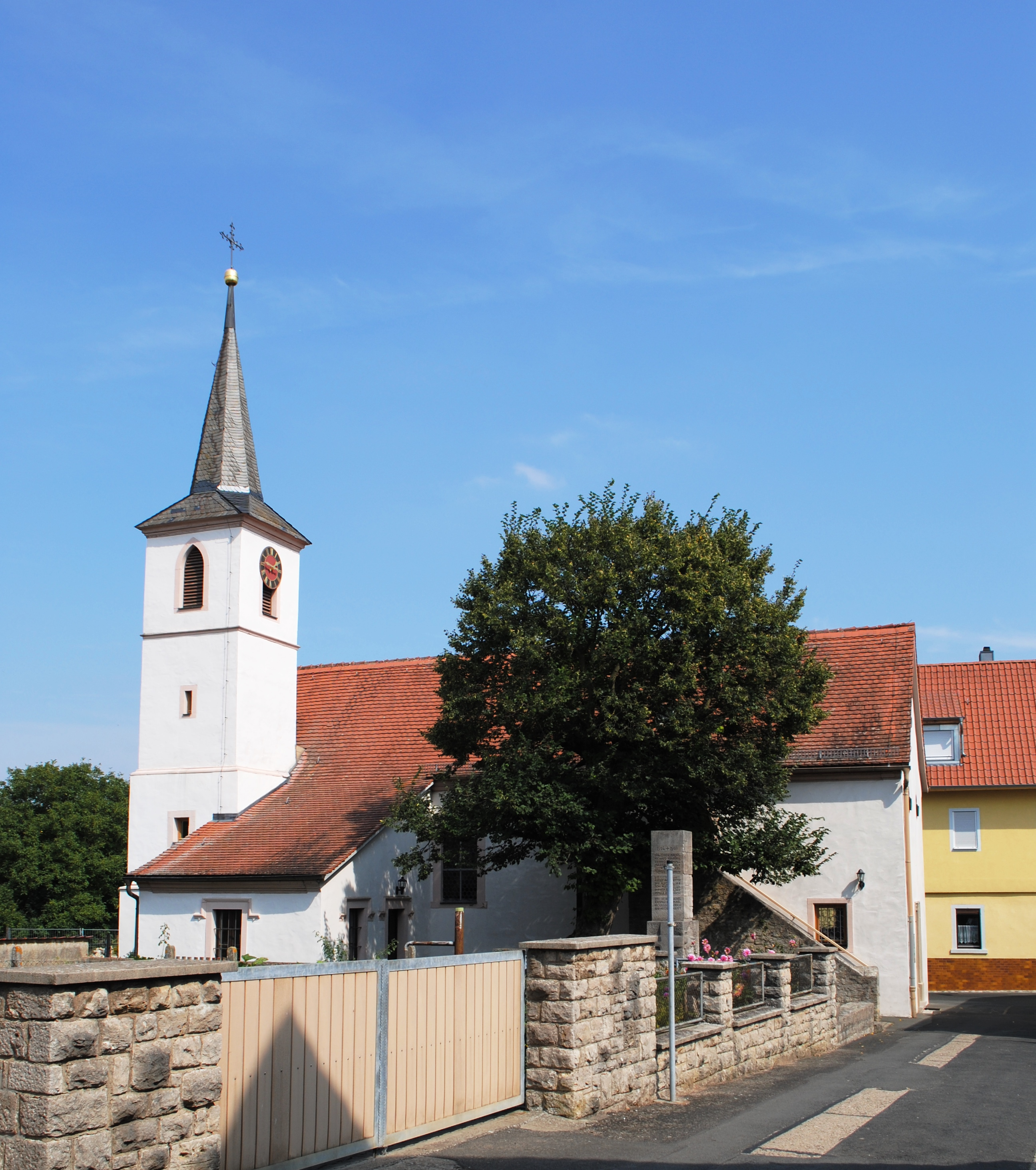
Die Kirche Mariä Himmelfahrt in Neusetz

Die Filialkirche Mariä Himmelfahrt und St. Kilian, Kolonat und Totnan (im 19. und 20. Jahrhundert auch St. Valentin) ist das katholische Gotteshaus in Neusetz, einem Dettelbacher Ortsteil im unterfränkischen Landkreis Kitzingen. Die Kirche steht an der Kreuzung Sulzhofer Weg und Prosselsheimer Straße und gehört zum Dekanat Kitzingen.

## Geschichte
Lange Zeit gab es in Neusetz kein Gotteshaus. Die Kirchengemeinde besuchte den Gottesdienst in der Bartholomäuskirche im nahen Prosselsheim. Im 18. Jahrhundert war die Gemeinde auf eine solche Größe angewachsen, dass die Verantwortlichen entschieden, am Ortsrand eine Kirche zu errichten. Der Dorfherr, das hochstiftische Amt Prosselsheim, entschied sich für die Baumeister Peter und Adam Knab aus der Stadt Volkach.
Am 13. Mai 1766 wurde der Grundstein für das Gotteshaus gelegt. Bereits ein Jahr später konnte die Kirche geweiht werden. Der Escherndorfer Pfarrer Josef Valentin Vornberger benedizierte sie am 18. November 1767. Knapp hundert Jahre später, 1855, war das Kirchlein ruinös geworden und musste zwischen 1856 und 1857 renoviert werden. Hierbei verlängerte der Baumeister Georg Bischof aus Dettelbach das Langhaus und baute den Nordchor neu. 1861 wurden der neue Turm und die Sakristei errichtet.
Im Jahr 1946 erneuerte man die Kirche innen, ehe sie 1947 außen renoviert wurde. Im Jahr 1967 schlug ein Blitz in die Kirche ein. Erst im Jahr 1974 konnten die Schäden endgültig ausgebessert werden. Weitere Erneuerungen wurden 1975 und 1977, 1982 bis 1985 und 1990 vorgenommen. Die Kirche wird vom Bayerischen Landesamt für Denkmalpflege als Baudenkmal eingeordnet.

## Beschreibung
Die Kirche präsentiert sich als Saalbau. Der Chor ist eingezogen und an drei Seiten geschlossen. Das Langhaus ist flachgedeckt und hat lediglich zwei Fensterachsen. An der westlichen Langhausaußenwand wurde im 19. Jahrhundert ein Aufgang zur Empore angebracht. Die Jahreszahl 1766 über dem Portal verweist auf das Jahr der Erbauung. Im Nordwesten schließt sich der Turm mit rechteckigem Grundriss an. Sein Spitzhelm lehnt sich an die typischen Türme aus der Zeit des Würzburger Bischofs Julius Echter von Mespelbrunn an.

## Ausstattung

### Altäre

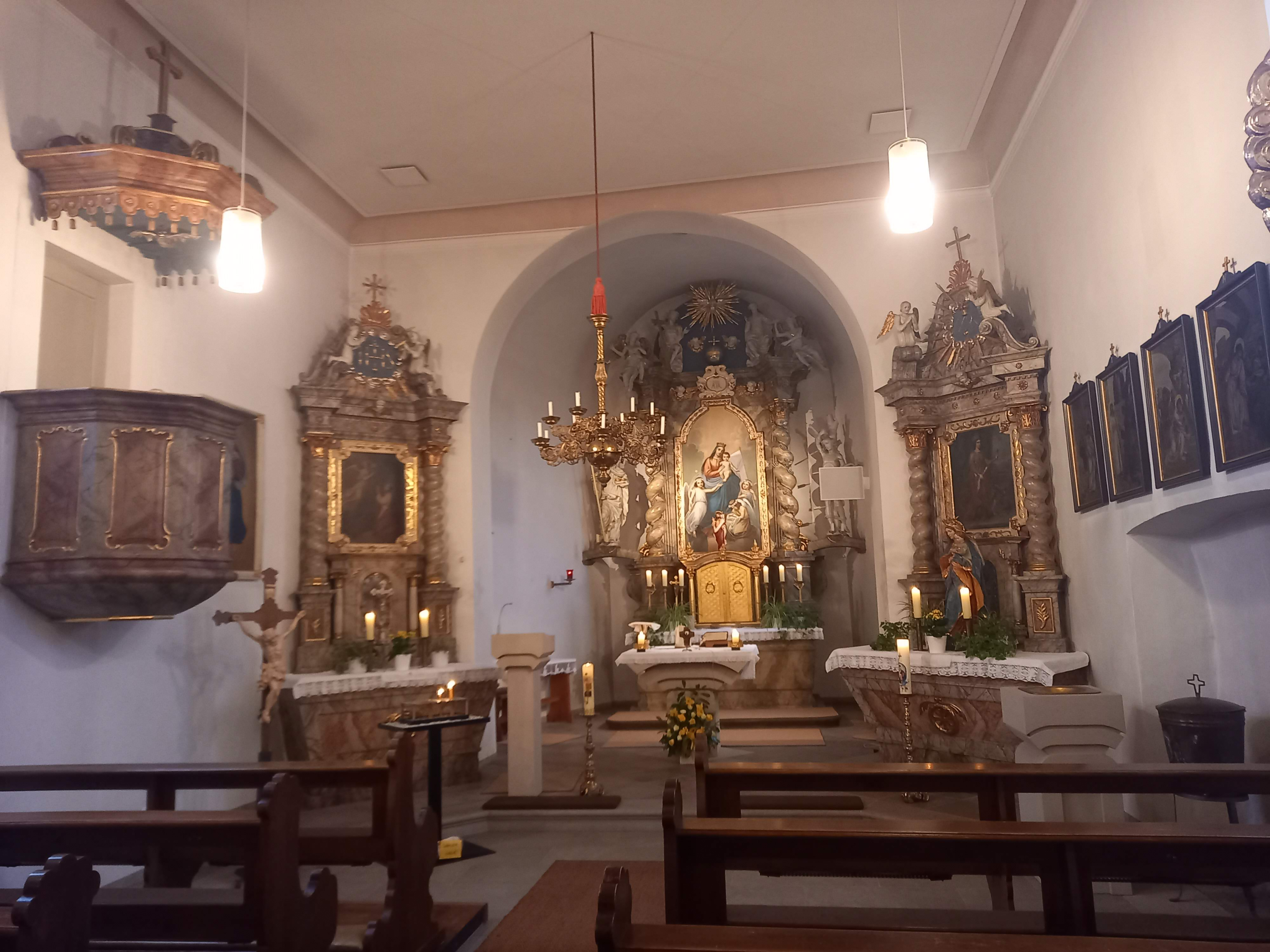
Innenansicht der Kirche

Der Hochaltar im Chor ist wesentlich älter als die Kirche selbst. Er entstammt dem 17. oder 18. Jahrhundert und stand ursprünglich in der katholischen Nikolauskirche in Neuses am Berg. Während der Renovierung im Jahr 1946/1947 wurden die Altäre von der Würzburger Firma Spiegel erneuert. Das Blatt renovierte Hans Klein, der ebenfalls aus Würzburg stammte. Das Blatt ist wesentlich jünger als der Aufbau und kam Ende des 19. Jahrhunderts in das Gotteshaus.
Der Hochaltar besitzt einen zweisäuligen Aufbau mit „gewirrlten“ (verdrehten) Säulen. Die Predella und den Tabernakel erhielt die Kirche erst im Jahr 1972. Auf dem Altarblatt ist die Muttergottes mit zwei Engeln dargestellt. Im Auszug ist ein Relief der Heiligsten Dreifaltigkeit angebracht. Zwei Assistenzfiguren rahmen den Altar ein. Rechts steht die Figur des heiligen Sebastian, links die des heiligen Nikolaus.
Die beiden zweisäuligen Seitenaltäre entstanden Ende des 17. oder Anfang des 18. Jahrhunderts. Sie stammen wohl aus der Nikolauskirche in Geldersheim. Westlich steht der Christusaltar mit Jesus am Ölberg auf dem Blatt und mit dem Christusmonogramm IHS auf dem Auszug. Östlich steht der Margarethenaltar mit der Darstellung der Margaretha und einem Marienmonogramm im Auszug.

### Glocken
Das Geläut der Marienkirche besteht aus drei Glocken, die im Jahr 1948 in die Kirche kamen und von einer unbekannten Gießerei hergestellt wurden. Welche Glocken ursprünglich im Turm der Kirche hingen, ist ungeklärt.
| Name             | Grundton | Durchmesser | Gewicht | Reliefs, Inschriften |
| ---------------- | -------- | ----------- | ------- | --- |
| Marienglocke     | c″       | 830 mm      | 300 kg  | Muttergottes; „Die kath. Kirchengemeinde Neusetz hat uns gestiftet“, „Patroziniumsfest Mariae Geburt 1948“, „Freude diesem Dorf bereit, Friede sei ihr erst Geläut“ |
| Sebastiansglocke | d″       | 730 mm      | 200 kg  | Sebastian; „Unseren unvergesslichen Gefallenen der Weltkriege 1914–1918 und 1939–1945“, „Patroziniumsfest Mariae Geburt 1948“                                       |
| Margarethaglocke | f″       | 620 mm      | 130 kg  | Margaretha; „Den aus dem Weltkrieg glücklich Heimgekehrten“, „Patroziniumsfest Mariae Geburt 1948“                                                                  |

### Weitere Ausstattung
Ältestes Element der Ausstattung ist ein spätgotisches hölzernes Vortragekreuz aus dem 16. Jahrhundert. Die Kanzel kam im 18. Jahrhundert in das Gotteshaus und kann über die Sakristei betreten werden. Auf der Unterseite des Schalldeckels symbolisiert eine Taube den heiligen Geist. Auch eine Bischofsfigur kam im 18. Jahrhundert in die Marienkirche. Sie stellt wohl den heiligen Bischof Valentinus dar, der bis zu Beginn des 20. Jahrhunderts zweiter Patron der Kirche war.
Eine Wallfahrtsstange für die Fahrten zur Kirche Maria im Sand und nach Walldürn wurde im Jahr 1866 gefertigt. Der Kreuzweg im Langhaus wurde im Jahr 1915 von dem Münchner Künstler Kaspar Schleibner geschaffen und besteht aus 14 Elementen. Im westlichen Langhaus befindet sich ein Gemälde der Patronin der Kirche, der Muttergottes. Es wurde im 20. Jahrhundert für die Kirche geschaffen.